# ジョナサン・クリンスマン
ジョナサン・リー・クリンスマン（英語: Jonathan Lee Klinsmann、1997年4月8日 - ）は、アメリカ合衆国とドイツのサッカー選手。ポジションはGK。

## クラブ歴

### ユース
サッカーを始めた当初はフォワードをしていた。2009年にFCバイエルン・ミュンヘンの下部組織に在籍した時にゴールキーパーに転向。その後は再びカリフォルニア州に戻り、ユースリーグに参加しながら2011年から2014年にかけては高校でもサッカーをする生活を送っていた。2015年にカリフォルニア大学バークレー校に進学し、22試合に出場した。

### ヘルタ・ベルリン
2014年から2017年にかけては長期休暇の大半をVfBシュトゥットガルトの下部組織で過ごしていた。2017 FIFA U-20ワールドカップに向けての調整をVfBシュトゥットガルトII、ウェストハム・ユナイテッドFC、エヴァートンFCで行った。アイントラハト・ブラウンシュヴァイクからの興味も持たれていたが、2017年7月3日から10日間、ヘルタ・ベルリンに練習参加した。この練習参加中の11日にヘルタ・ベルリンと2年のプロ契約を締結した。
同年12月7日にUEFAヨーロッパリーグ 2017-18でプロ初出場、PKを止めて1-1の引分という結果を残した。

### ザンクト・ガレン
2019年6月30日を以てヘルタ・ベルリンとの契約が満了となった彼は、スイス・スーパーリーグのFCザンクト・ガレンに加入した。

## 代表歴
2014年にアメリカ合衆国U-18代表に選出されて以来、アメリカ合衆国代表として出場を続けている。
2017年にはCONCACAF U-20選手権2017のメンバーに選出され、6試合中5試合に出場した。同大会ではPK戦の末優勝、彼自身もゴールデングローブに選出されるなど活躍を見せた。これによって2017 FIFA U-20ワールドカップの出場権を獲得し、この大会でも5試合全てに出場した。
2018年11月12日にはイングランド代表、イタリア代表との親善試合に臨むA代表のメンバーに、負傷したザック・ステッフェンの代わりに選出されたが出場は無かった。

## 私生活
- 父は元ドイツ代表選手、元アメリカ合衆国代表監督のユルゲン・クリンスマンで、母は中国系アメリカ合衆国人で元モデル[12]。生まれはミュンヘンで、1998年から2008年にかけてカリフォルニア州のニューポートビーチで過ごした。その後、父がバイエルン・ミュンヘンの監督に就任したためにミュンヘンに帰郷、その後は再びカリフォルニアに帰郷し、サンタアナのマター・デイ高校に通い、サッカーとバスケットボールをしていた。その後はカリフォルニア大学バークレー校に進学した。

- 2014年6月にはアメリカ合衆国代表を務めていた父が2014 FIFAワールドカップのメンバーにランドン・ドノバンを選出しなかった為に、ドノバンがユルゲンを批判した事を見て、ジョナサンはツイッターでドノバンを中傷したために非難された[13]。しかしジョナサンはドノバンには一切謝罪もせず、問題のツイッターのアカウントを削除しただけにとどまり、火に油を注ぐ形で半ば強引にツイッター騒動を終結させた。そのため、ドノバンの引退試合の際に父がドノバンに謝罪する羽目になった。